# Saint-Meslin-du-Bosc
 Saint-Meslin-du-Bosc  là một xã của tỉnh Eure, thuộc vùng Normandie, miền bắc nước Pháp.